# Кзыл-Мечеть
Кзыл-Мечеть — село в Тоцком районе Оренбургской области. Входит в состав Свердловского сельсовета.

## География
Находится правом берегу реки Бузулук примерно в 50 км к юго-западу от районного центра села Тоцкое.

## Население
| 2010 |
| ---- |
| 163  |

Население составляло 314 человек в 2002 году (татары 95 %).